# Kroonland (Oostenrijk)
| KROONLANDEN VAN OOSTENRIJK | |
| Karte Österreich-Ungarns | |
| \| - Cisleithanië \| \| \| 1. Bohemen 2. Boekovina 3. Kärnten 4. Krain 5. Dalmatië 6. Koninkrijk Galicië en Lodomerië 7. Küstenland 8. Oostenrijk beneden de Enns \| 9. Moravië 10. Salzburg 11. Oostenrijks Silezië 12. Steiermark 13. Tirol 14. Oostenrijk boven de Enns 15. Vorarlberg \| \| - Transleithanië \| \| \| 16. Hongarije met Vojvodina en Zevenburgen \| 17. Kroatië en Slavonië \| \| - 18. Bosnië en Herzegovina \| \| | |
| - Cisleithanië | |
| 1. Bohemen 2. Boekovina 3. Kärnten 4. Krain 5. Dalmatië 6. Koninkrijk Galicië en Lodomerië 7. Küstenland 8. Oostenrijk beneden de Enns | 9. Moravië 10. Salzburg 11. Oostenrijks Silezië 12. Steiermark 13. Tirol 14. Oostenrijk boven de Enns 15. Vorarlberg |
| - Transleithanië | |
| 16. Hongarije met Vojvodina en Zevenburgen | 17. Kroatië en Slavonië                                                                                              |
| - 18. Bosnië en Herzegovina | |

Een kroonland was een deelgebied van het oude Oostenrijk tot 1918, in die tijd ook wel Cisleithanië genoemd. Het waren historische landen, die de Habsburgers in de loop der eeuwen verwierven en in een personele unie geregeerd hebben. Begin 16e eeuw, werden de Habsburgse landen onderworpen, en na een integratie- en landsontwikkelingsproces gingen ze in 1804 op in het keizerrijk Oostenrijk.
De kroonlanden hadden niet het karakter van de moderne deelstaten van Oostenrijk; ze hadden minder autonomie. Niettemin waren de Kroonlanden gebieden met historisch gegroeide politieke en wettelijke eigenaardigheden en daarmee wel iets meer dan kale bestuurseenheden. In de 19e eeuw kreeg Historisch-politischen Individualitäten betrekking op de rol van de kroonlanden.
Aan het hoofd van een kroonland stond een gouverneur of stadhouder, die bijgestaan werd door een bestuur.
Hongarije was oorspronkelijk ook een kroonland, maar kreeg na de Ausgleich van 1867 een status gelijkwaardig aan Oostenrijk. Vanaf die tijd bestond het land dus hoofdzakelijk uit twee gelijkwaardige delen, vandaar ook wel de naam dubbelmonarchie. Na de Ausgleich bleven de kroonlanden gehandhaafd in het landsdeel Oostenrijk (Cisleithanië). Het landsdeel Hongarije (Transleithanië) kende geen kroonlanden en kende slechts een indeling in drie gebieden: het koninkrijk Hongarije, het koninkrijk Kroatië en Slavonië en de vrije stad Fiume. Het vorstendom Transsylvanië had een andere status: hoewel dit wel een apart gebied was viel het direct onder Hongarije en had het een lagere status dan de andere drie gebieden waarin Transleithanië was verdeeld.
Kroonland was een algemene benaming. Dit kwam doordat er in het Oostenrijk van die tijd veel gebieden met verschillende statussen waren. Zo kende Oostenrijk bijvoorbeeld deelgebieden met de namen:
- koninkrijk
- aartshertogdom
- hertogdom
- markgraafschap
- vorstelijk graafschap
- graafschap
- (vrije) stad

Al deze in Oostenrijk gelegen gebieden waren een kroonland. Daarnaast bestonden echter ook gebieden die niet de status van kroonland hadden, maar een lagere status met minder bevoegdheden. Deze kunnen worden vergeleken met de huidige term territorium.